# Marouene Guezmir
Marouene Guezmir (* 6. März 1974 in Tunis) ist ein ehemaliger tunesischer Fußballspieler.

## Karriere
Guezmir spielte bereits in der Jugend des Espérance Tunis, bevor er in den Profibereich wechselte. 1996 wechselte er nach Deutschland zum SC Freiburg. In Freiburg spielte unter Trainer Volker Finke in der Bundesliga. Der Tunesier gab sein Debüt beim Saisonauftakt gegen Werder Bremen, in der weiteren Saison spielte er 14 Mal. Sein einziges Tor erzielte er am 30. Spieltag gegen den MSV Duisburg. Nach dem 34. Spieltag lag Freiburg auf dem 17. Platz und stieg ab. In der 2. Bundesliga absolvierte Guezmir acht Spiele und stieg als Vizemeister hinter Eintracht Frankfurt auf. Eine Saison stand Guezmir noch im Kader der Freiburger absolvierte kein Spiel mehr und wechselte anschließend zu Club Athlétique Bizertin, wo er 2002 seine Karriere beendete.